# Pere Esteve i Puig

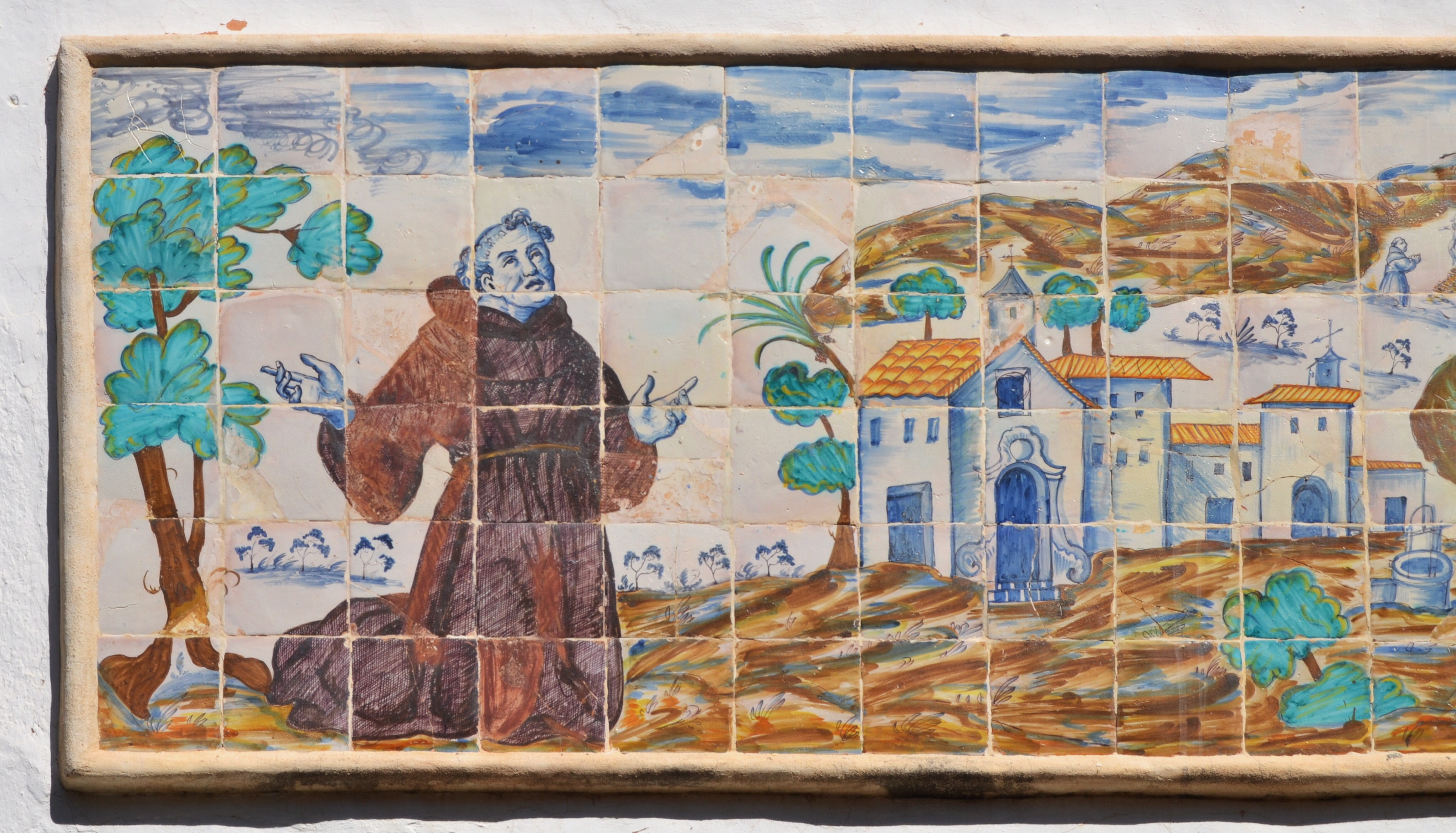
El pare Pere en un plafó ceràmic del convent de Jesús Pobre

Pere Esteve i Puig (Dénia, la Marina Alta, 1582 - València, 1658), més conegut com el Pare Pere de Dénia, fou un predicador i autor literari valencià en llengua catalana.
Franciscà observant, comissari de la Santa Casa de Jerusalem des de 1614, predicà en valencià a les classes populars i fou autor de breus opuscles poètics, de sermons i goigs i del poema «Història del Sant Sepulcre». Partidari de Felip IV i enemic frontal de la sublevació catalana de 1640, participà en la Guerra dels Segadors, sobre la qual escriví obres molt ardidament defensores del bàndol reial i contràries a les tropes sublevades.

## Biografia[2]
Pere Esteve i Puig va nàixer a Dénia el 19 d'octubre de 1582, fill de Pere i Caterina. Als 18 anys prengué els hàbits de l'Orde Franciscana al convent de Santa Maria de Jesús, a València. Després va estar en els convents que l'ordre tenia a les localitats d'Alzira i Oliva, des d'on tornà a València, al convent de Sant Francesc. A causa dels seus remarcables mèrits intel·lectuals, arribà a ser comissari de la Santa Casa de Jerusalem, cosa que li permeté recaptar almoines per tot el territori del Regne de València.
Home fidel a la monarquia, la seua relació amb els Àustries fou sempre cordial i directa. Sembla que fins i tot arribà a freqüentar la companyia de Felip IV, a qui demanà la protecció reial per al a fundació de l'eremitori del Jesús Pobre. Anys més tard rebutjà la proposta del monarca per ser promocionat a una plaça de bisbe, a Galícia. Segons Cristòfor Mercader (primer biògraf d'Esteve) el pare Pere rebutjà l'oferta amb l'humor i la modèstia que el caracteritzaven i emprant una frase en valencià: «Senyor, Déu a mi no em vol bisbe, sinó predicador dels brivons.» Segons el mateix Mercader, la dedicació als pobres va fer que el denominaren «predicador dels belitres».
A partir de l'any 1640, en esclatar la Guerra dels Segadors a Catalunya, Esteve donà un suport entusiàstic i ferm a la causa reial. Tant fou així que participà com a «maese de campo» del terç dels valencians que anà a Tortosa a conquerir la ciutat i escrigué en vers textos pamfletaris i bel·licistes en contra dels francesos i de les tropes sublevades.
Pere Esteve i Puig va morir a València, l'any 1658, encara que les seues restes encara hui són venerades a Dénia, a l'església de Nostra Senyora de l'Assumpció. La seua fama d'home religiós i docte ha passat a la tradició popular de La Marina en forma de nombroses històries al voltant de suposats miracles i prodigis com curacions de malalts, exorcismes o auxilis de pobres. L'any 2016 l'exhumació del cos del frare revelà que el cos havia romàs incorrupte durant més de tres segles.

## Ermita i Caseta de retir
En Dénia, en l'actual fita de zona urbana amb l'àrea protegida com a parc natural, hi ha una ermita que porta el seu nom al costat de l'original barraca de pedra on el religiós feia els seus retirs i oracions, anomenada popularment Caseta del Pare Pere.

## Obra
En un segle com el XVII en què el castellà ja havia començat a substituir el valencià en la majoria d'usos cultes, el Pare Pere constitueix un cas rar de fidelitat lingüística. De les seues obres sembla desprendre's una defensa activa del català com a llengua de predicació. Leopold Ignasi Planells, autor de la Vida del Pare Esteve, escrita el 1760, dedica unes línies a lloar aquesta preferència lingüística d'Esteve:
«Ademés de ser el pare Pere del regne, aver estat casi sempre en lo regne y no deixar la llocució de son regne, és rahó que se entengam tots y mamem de la llet de nostra mare Idioma, y no de la estranya y que no ho és.»
Vicent Josep Escartí matisa aquesta suposada defensa idiomàtica argumentant que el pare Pere es dirigia en les seues predicacions i en els seus sermons a les masses populars, raó per la qual emprava la llengua habitual del poble, però que, alhora, reservava el castellà i el llatí per a obres de més prestigi. La seua actitud lingüística seria, doncs, un exemple més de la bipartició diglòssica, típica del segle xvii, entre usos prestigiosos destinats a la llengua A i no prestigiosos destinats a la llengua B.
Centrant-nos ja en la seua obra literària en català, el pare Esteve és en primer lloc autor de sermons, peces oratòries en les quals destaca el seu ús d'una llengua vivaç i popular i la utilització de nombrosos recursos didàctics com ara exemples, contes i faules. Pel que fa a la poesia, caldria distingir entre els goigs, de temàtica religiosa i els poemes destinats a l'enaltiment de les tropes reials enfront dels exèrcits catalans i francesos, tot en el context de la Guerra dels Segadors. Per acabar, destaquem el poema «Història del Sant Sepulcre», on Esteve narra en vers els esdeveniments bíblics relacionats amb aquest lloc sagrat.

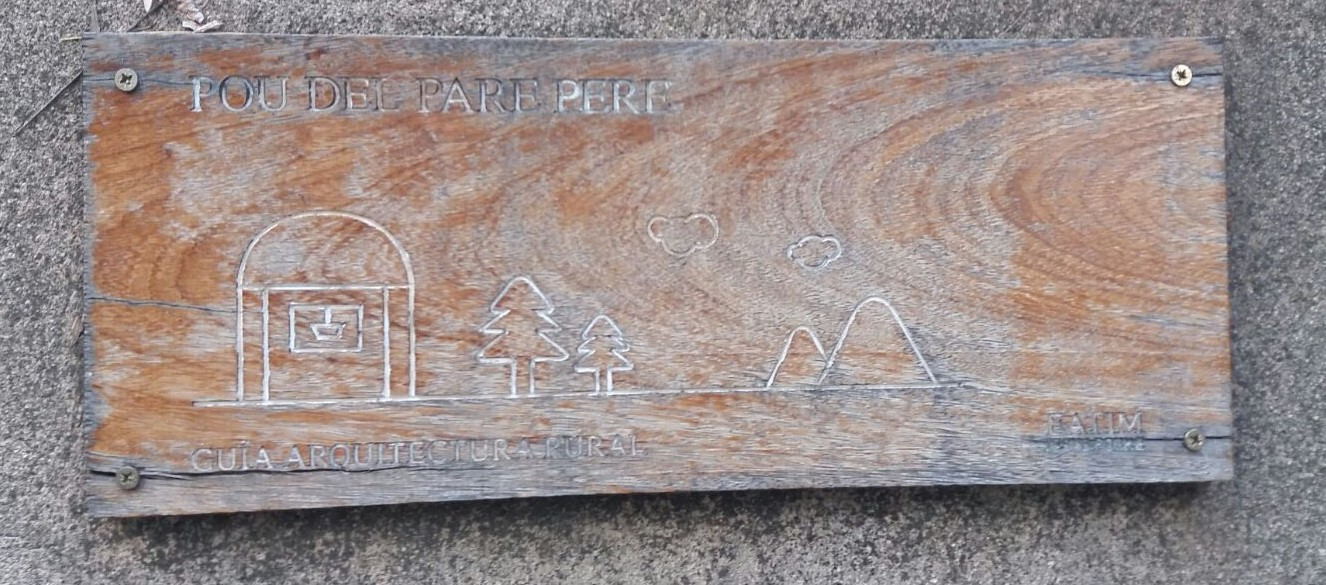
Rètol indicatiu del pou del pare Pere, a Jesús Pobre. Imatge d'Esmeralda Abellán.